# 小行星5690
小行星5690（英語：5690）是一颗围绕太阳公转的小行星。1992年3月7日，上田清二、金田宏在钏路市发现了此天体。
这颗小行星的绝对星等为82.06538等。